# Orthoporoides corrugatus
Orthoporoides corrugatus är en mångfotingart som först beskrevs av Carl Graf Attems 1934.  Orthoporoides corrugatus ingår i släktet Orthoporoides och familjen Spirostreptidae. Inga underarter finns listade i Catalogue of Life.